# Keith Blunt
Keith Blunt, född 1939, död 12 augusti 2016, var en brittisk (engelsk) fotbollstränare. Han var tränare för Sutton United från slutet av sjuttiotalet fram till sin flytt till Malmö och sedan Viking 1984. År 1987 var han tränare för Tottenham Hotspurs juniorlag. År 1997 var Blunt huvudtränare vid "Centre of Excellence" i Lilleshall i England. Från 1998 arbetade han som fotbollstränare för olika lag i Kina, inklusive U23 och U19-landslaget.